# Research Notes of the AAS
Research Notes of the AAS, souvent abrégé en RNAAS dans les articles et références scientifiques, est une publication scientifique de brèves communications en astronomie et en astrophysique. Il appartient à l'American Astronomical Society (AAS) et est actuellement publié par IOP Publishing. Les notes sont publiés rapidement, mais pas évaluées par les pairs ou révisées. 